# Eulogio Martínez
Eulogio Ramiro Martínez (Asunción, 11 maart 1935 – 30 september 1984) was een profvoetballer. Hij speelde als aanvaller voor zowel het nationaal elftal van Paraguay als dat van Spanje. Als clubvoetballer maakte Martínez vooral faam bij FC Barcelona.

## Clubvoetbal
Martínez speelde in zijn geboorteland bij Atlántida Sport Club en Club Libertad. In 1956 werd de aanvaller gecontracteerd door FC Barcelona. Bij de Catalaanse club maakte Martínez deel uit van het succeselftal van Helenio Herrera met sterspelers als Ladislao Kubala, Luis Suárez en Sándor Kocsis. Met FC Barcelona won Martínez tweemaal de landstitel, Spaanse beker en Europacup III (1958, 1960). In totaal zou Martínez 234 wedstrijden voor Barça spelen, waarin hij een groot aantal doelpunten maakte. Historisch zijn de zeven treffers die Martínez maakte tegen Atlético Madrid in een bekerduel in 1957. Bovendien scoorde hij op 24 september 1957 het eerste doelpunt ooit in Camp Nou, het nieuwe stadion van FC Barcelona dat op die dag officieel werd geopend. Na zijn vertrek bij FC Barcelona in 1962 speelde Martínez in Spanje voor Elche CF (1962-1964), Atlético Madrid (1964-1965) en CE Europa (1965-1966).

## Nationaal elftal
Martínez speelde 17 interlands voor het Paraguayaans elftal, waarin hij negen doelpunten maakte. Hij debuteerde op 7 maart 1954 tegen Brazilië, een jaar later speelde de aanvaller op 23 maart 1955 zijn laatste interland voor zijn geboorteland. Martínez nam met Paraguay deel aan de Copa América van 1962. Nadat Martínez zich had laten naturaliseren tot Spanjaard, speelde hij op 22 november 1959 tegen Oostenrijk zijn eerste wedstrijd voor de nationale ploeg. Hij zou uiteindelijk tot acht interlands en zes goals voor Spanje komen. Zijn laatste interland speelde Martínez op 31 mei 1962 tegen Tsjechoslowakije tijdens het WK.

## Leven na het voetbal
Nadat Martínez in 1966 zijn loopbaan als profvoetballer had beëindigd, raakte hij in grote financiële problemen. Om hem te steunen, organiseerde Penya Solera, de fanclub van FC Barcelona uit het plaatsje Calella, een benefietwedstrijd tussen veteranen van FC Barcelona en de plaatselijke CF Calella. In september 1984 kwam Martínez bij een auto-ongeluk op 49-jarige leeftijd om het leven.